# Kia KX3
Kia KX3 – samochód osobowy typu crossover klasy subkompaktowej produkowany pod południowokoreańską marką Kia w latach 2015–2023.

## Pierwsza generacja

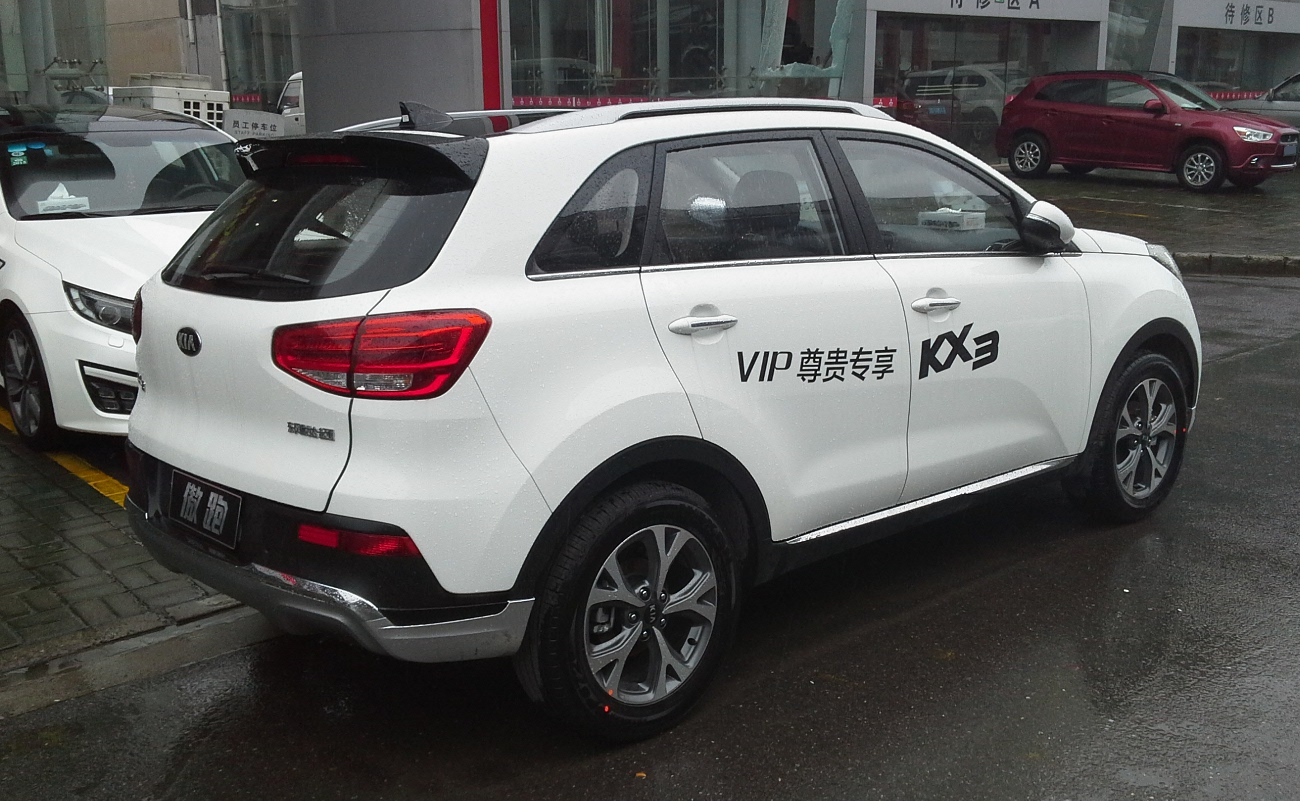
Kia KX3 I - tył

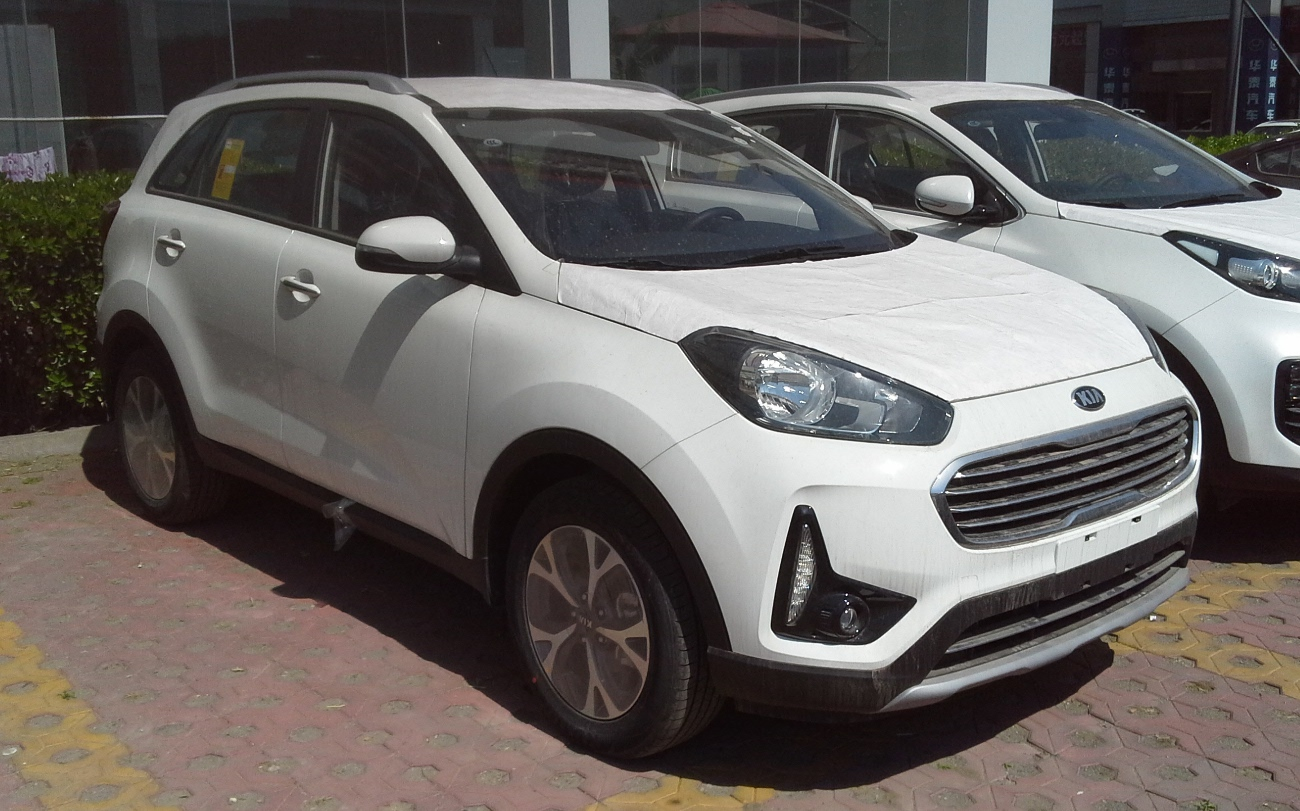
Kia KX3 I po liftingu

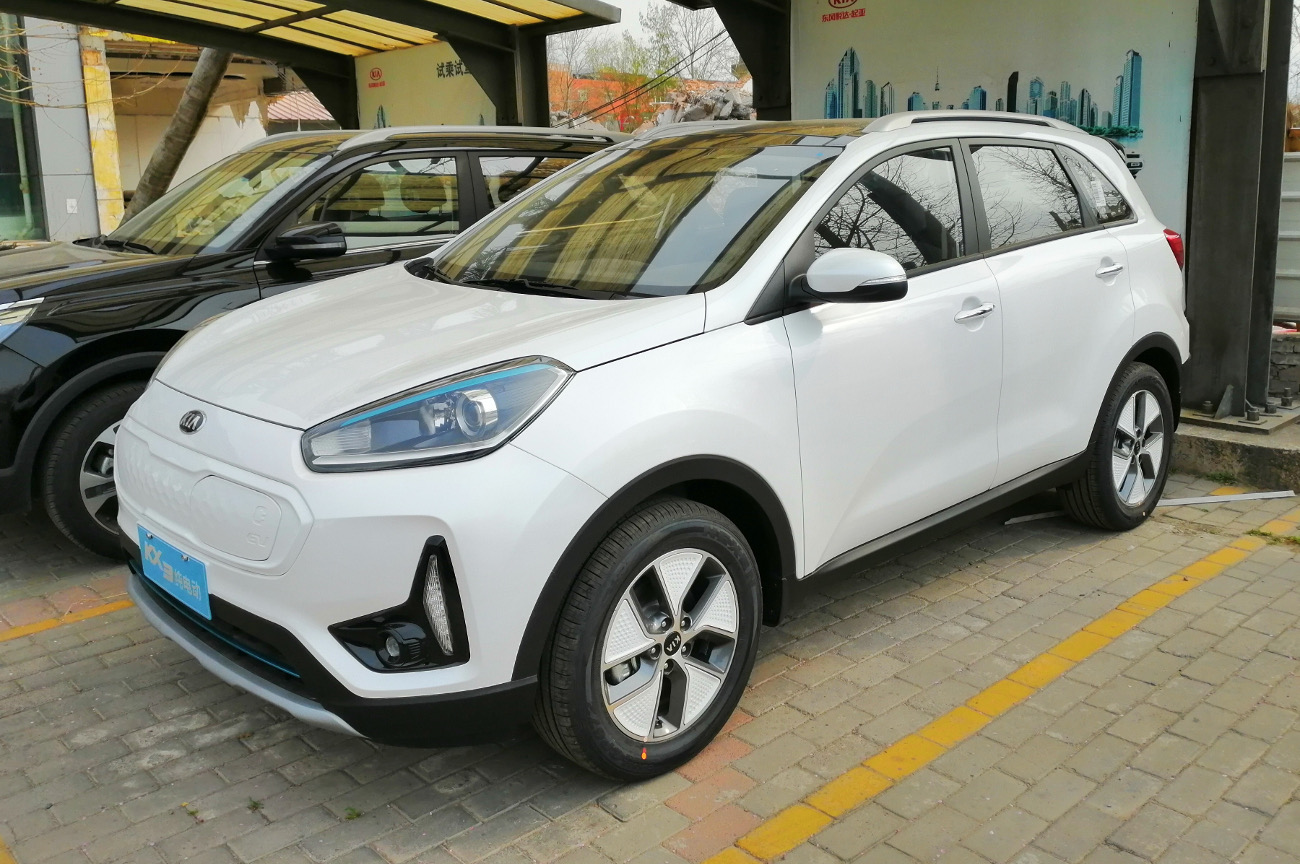
Kia KX3 EV

Kia KX3 I została zaprezentowana po raz pierwszy w 2015 roku.
Studyjną zapowiedź pierwszego crossovera zbudowanego przez Kię specjalnie z myślą o rynku chińskim przedstawiono w listopadzie 2014 roku podczas wystawy samochodowej w Kantonie.
Seryjny model przedstawiono dwa miesiące później, odróżniając się w minimalnym stopniu od poprzedzającego studium. Charakterystycznymi cechami wizualnymi pierwszej generacji Kii KX3 stała się smukła, wąska sylwetka, wysoko osadzone strzeliste reflektory, a także duży wlot powietrza o owalnym kształcie. Samochód zbudowano na bazie pokrewnego Hyundaia ix25.

### KX3 EV
Ponad 3 lata po prezentacji klasycznej Kii KX3, w lipcu 2018 roku ofertę wariantów napędowych poszerzył także model elektryczny pod nazwą Kia KX3 EV. Pod kątem wizuanym samochód otrzymał zaślepkę w kolorze nadwozia w miejscu pierwotnej atrapy chłodnicy, a także aerodynamicznie ukształtowane alufelgi.
Układ napędowy Kii KX3 EV utworzyła 45 kWh bateria, która oferując 109 KM mocy i 285 Nm maksymalnego momentu obrotowego, rozwija około 300 kilometrów zasięgu na jednym ładowaniu. Prędkość maksymalna wynosi z kolei 150 km/h.

### Lifting
We wrześniu 2018 roku Kia KX3 pierwszej generacji przeszła obszerną modernizację, która w największym zakresie skoncentrowała isę na zmianach w wyglądzie nadwozia pojazdu. 
Samochód otrzymał inaczej ukształtowany predni zderzak, który zyskał większy, owalny wlot powietrza z innym układem poprzeczek, a kierunkowskazy zyskały pionowy, zamiast dotychczas poziomego, układ. Zmieniono też wkłady lamp tylnych.

### Silniki
- R4 1.6l 123 KM
- R4 1.6l Turbo 200 KM

## Druga generacja

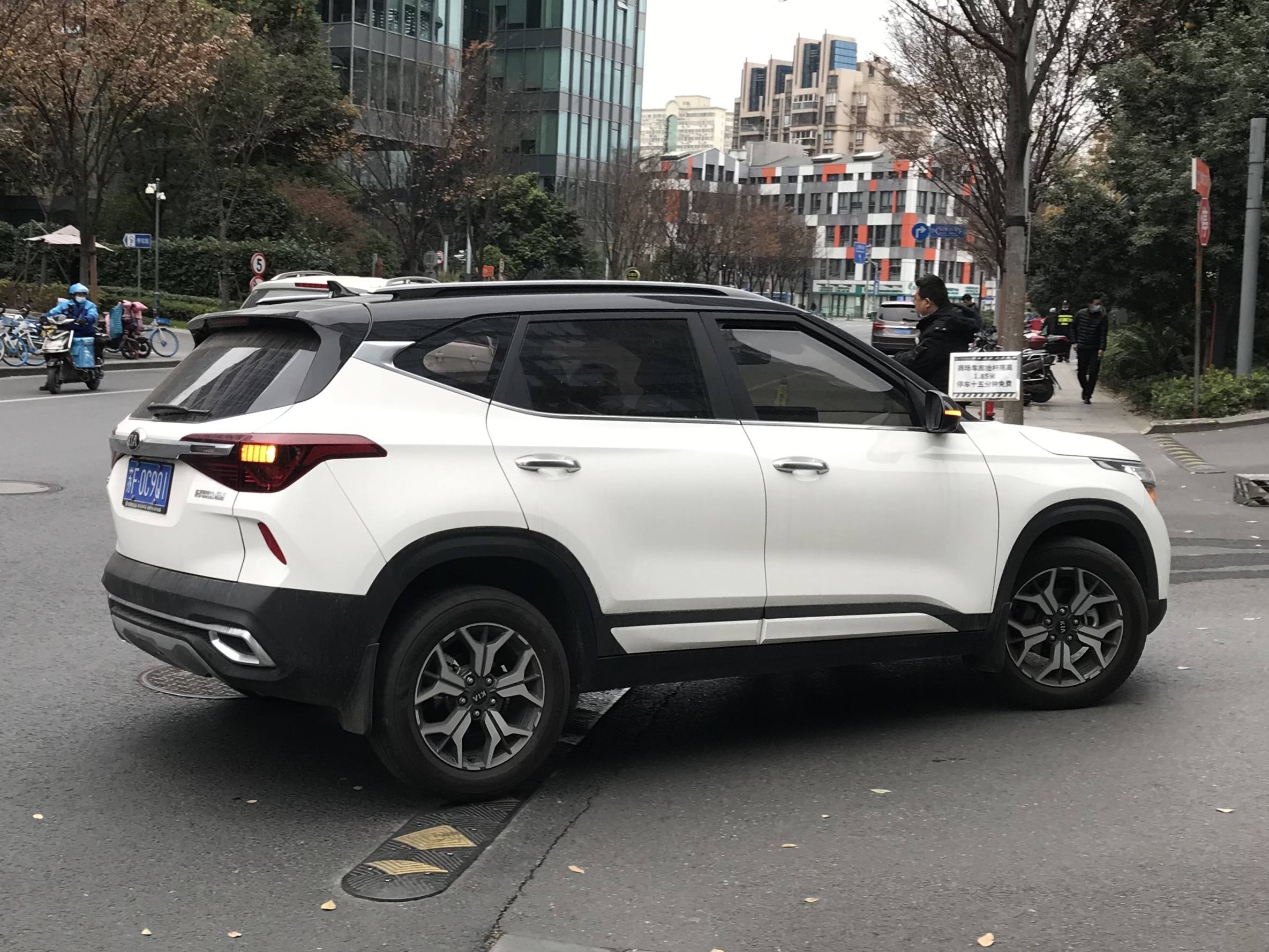
Kia KX3 II - tył

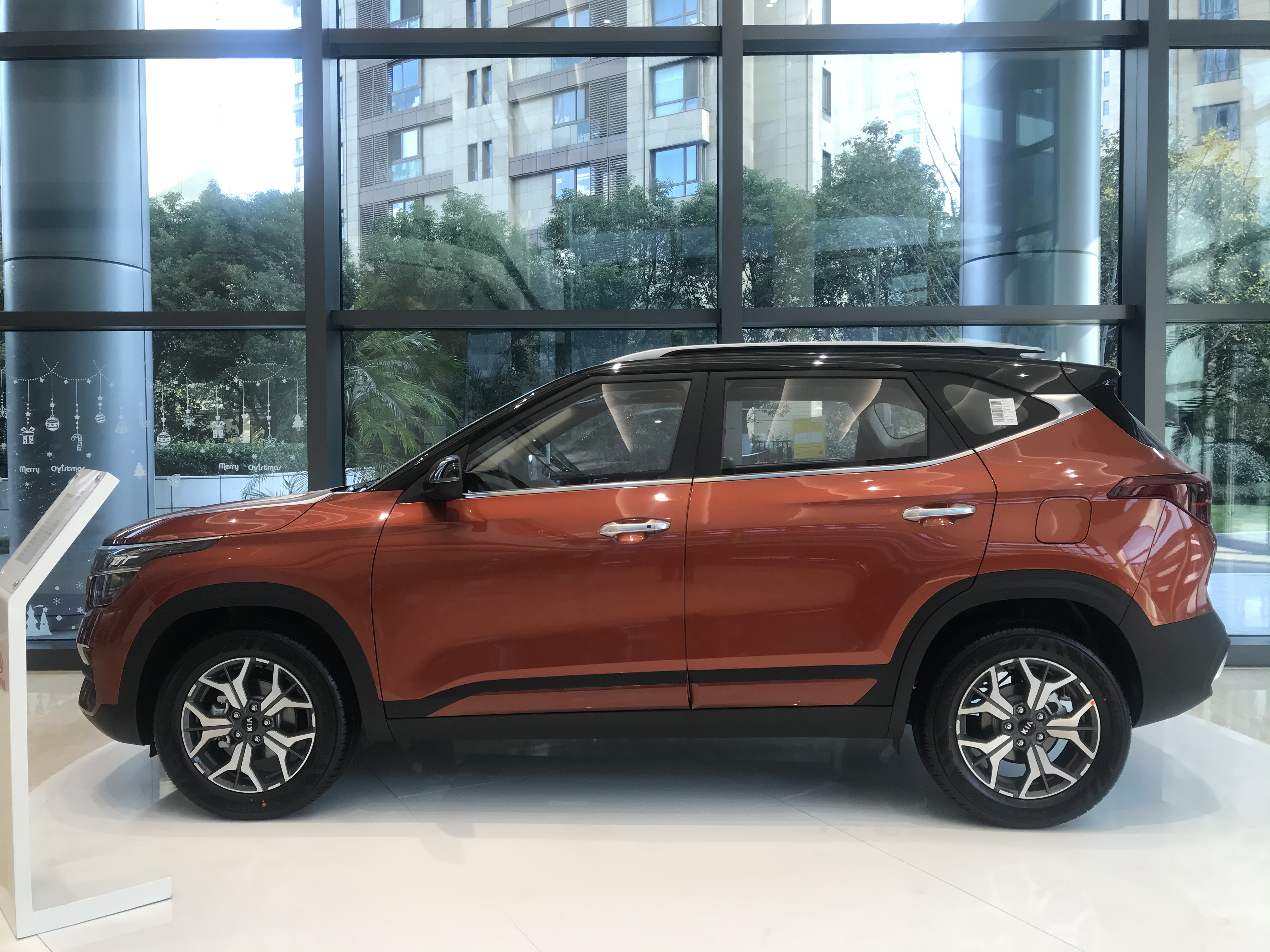
Kia KX3 II - sylwetka

Kia KX3 II została zaprezentowana po raz pierwszy w 2019 roku.
Po niespełna 5 latach produkcji pierwszego wcielenia, Kia zdecydowała się ujednolić formułę swojego miejskiego crossover z debiutującym równolegle globalnym modelem Seltos. W ten sposób, druga generacja modelu stała się identyczna pod kątem wizualny, charakteryzując się bardziej kanciastym i znacznie przestronniejszym nadwoziem.
Pod kątem stylistcznym samochód zyskał charekterystyczne, strzeliste reflektory płynnie połączone z obszerną, kanciastą atrapę chłodnicy, z kolei zadarta ku górze linia okien płynnie została wkomponowana w opcjonalny, pomalowany inną barwą od reszty nadwozia dach. Topowy wariant może wzbogacić tę część nadwozia o panoramiczny, szklany dach.
Pod kątem technicznym, chińska Kia KX3 drugiej generacji zyskała dedykowaną, zmodyfikowaną wariację platformy SP2 pod nazwą SP2c, przez co w stosunku do globalnej Kii Seltos jest ona wyraźnie większa pod kątem długości nadwozia i rozstawu osi. Ponadto, gamę jednostek dla rynku Chin utworzyła tylko jedna, 1,5-litrowa jednostka benzynowa.

### Lifting i zmiana nazwy
W kwietniu 2023 samochód przeszedł znaną z innych rynków restylizację, która objęła wygląd pasa przedniego i zderzaków, zmieniając szczególnie kształt tylnych lamp. Ponadto, głęboko zmodyfikowano także wystrój kabiny pasażerskiej, która zyskała nowy projekt deski rozdzielczej z dwoma zintegrowanymi wyświetlaczami. Producent zdecydował się wycofać dotychczasową nazwę unikalną dla rynku chińskiego i zaadaptować znaną z innych krajów nazwę Kia Seltos.

### Silnik
- R4 1.5l MPI